# Goldene Urne
Goldene Urne bezeichnet zwei urnenförmige Gefäße, die seit dem Jahr 1792 für ein Losverfahren zur Bestimmung der Reinkarnationen großer Meister im tibetischen und mongolischen Buddhismus verwendet werden. Bedeutende Meister reinkarnieren sich gemäß der betreffenden Glaubenslehren in neuen (Menschen)körpern. Nach ihrem Tod wird deshalb ein Kind gesucht, das ihre Reinkarnation darstellt. Hierbei kann es sein, dass mehrere mögliche Kandidaten in der engsten Auswahl stehen. Durch die von vielen Gebeten begleitete feierliche Zeremonie der Losziehung aus der Goldenen Urne (chinesisch 金瓶掣签, Pinyin jīnpíng chèqiān; tib. gser bum skrug pa) wird aus mehreren (häufig drei) Kandidaten die richtige Reinkarnation bestimmt.
Traditionell wurden die Reinkarnationen ohne ein solches Orakel gefunden. Das erst vom kaiserlichen China eingeführte Verfahren betrifft die hochrangigsten Meister, unter anderem den Tschangtscha Hutuktu, Jebtsundamba Khutukhtu, Dalai Lama und Penchen Lama. Auf Tibetisch bezeichnet man die Reinkarnation dieser Meister als Trülku, auf Mongolisch als Qutuqtu. Sie werden teilweise ungenau über den chinesischen Begriff huofo auch „lebende Buddhas“ genannt.
Die Goldenen Urnen sind 34 cm hoch und sind mit Lotosblumenblatt, Ruyi- und Zweigmustern verziert. Sie sind mit einer farbigen Überdecke aus Brokat und mit je fünf Elfenbeinstäbchen versehen.

## Hintergrund und Verfahren
Im kaiserlichen Palast hegte man den Verdacht, dass das Findungs-Ritual der großen Inkarnationen, besonders des Dalai Lama und des Penchen Lama, von Missbrauch durch mongolische und tibetische Aristokraten bedroht war. Um solchen Missbrauch zu verhindern, bestimmte die Qing-Regierung im 57. Jahr der Ära Qianlong (1792), zwei Goldene Urnen aufzustellen: die eine im Pekinger Lamatempel (Yonghe gong), die andere im Jokhang-Kloster in Lhasa.
Bei der Bestimmung der Reinkarnationen musste sowohl im Yonghe-Tempel als auch im Jokhang-Kloster das „Seelenkind“, dessen Name auf eines der fünf Los-Stäbchen geschrieben war, durch Ziehen des Loses aus der Urne ermittelt werden. Das Verfahren wurde überwacht vom shangshu-Beamten des Lifanyuan (dem Ministerium für Minoritäten-Angelegenheiten) bzw. dem in Tibet stationierten Hochkommissar. Artikel 1 des Qinding Zang nei shanhou zhangcheng behandelt das Losverfahren mit der Goldenen Urne:

„關於尋找活佛及呼圖克圖的靈童問題，依照藏人例俗，確認靈童必問卜於四大護法，這樣就難免發生弊端。大皇帝為求黃教得到興隆，特賜一金瓶，今後遇到尋認靈童時，邀集四大護法，將靈童的名字及出生年月，用滿漢藏三種文字寫於籤牌上，放進瓶內，選派真正有學問的活佛，祈禱七日，然後由各呼圖克圖和駐藏大臣在大昭寺釋迦佛像前正式認定。假若找到的靈童僅只一名，亦須將一個有靈童名字的籤牌，和一個沒有名字的籤牌，共同放進瓶內，假若抽出沒有名字的籤牌，就不能認定已尋得的兒童，而要另外尋找。達賴喇嘛和班禪額爾德尼像父子一樣，認定他們的靈童時，亦須將他們的名字用滿漢藏三種文字寫在籤牌上，同樣進行，這些都是大皇帝為了黃教的興隆，和不使護法弄假作弊。這個金瓶常放在宗喀巴佛像前，需要保護淨潔，並進行供養。“

„Was die Suche nach dem Seelenkind (lingtong) der lebenden Buddhas (huofo) und Hotogtus (hutuketu) betrifft, verlangen Sitten und Gebräuche der Tibeter, dass die vier großen Religionsschützer (hufa der vier Klöster Nechung-Kloster, Lamo-Kloster, Gadong-Kloster und Samye-Kloster) befragt werden. Missstände sind so unvermeidlich. Um der Gelbmützen-Sekte zum Aufschwung zu verhelfen, schickt der Große Kaiser eine Goldurne (jinping) und legt für die Prozesse künftiger Reinkarnationen fest: Zur Bestimmung der Reinkarnation werden die vier großen Religionsschützer eingeladen. Sie sollen die Elfenbeinlose (qianpan) mit den Namen und Geburtsdaten der Kandidaten in mandschurischer, chinesischer und tibetischer Schrift in die Goldene Urne legen, hochgebildete lebende Buddhas (huofo) für das siebentägige Gebet auswählen und das Seelenkind unter Beaufsichtigung aller Hotogtus und Hochkommissare (zhu Zang dachen) in Tibet vor der Sakyamuni-Statue im Jokhang-Kloster durch die Ziehung eines Loses aus der Goldenen Urne offiziell bestimmen. Wenn es nur einen Kandidaten gibt, soll ein Elfenbeinlos mit seinem Namen in mandschurischer, chinesischer und tibetischer Schrift und auch ein Elfenbeinlos ohne Namen in die Goldene Urne gelegt werden. Zieht man das Elfenbeinlos ohne Namen, kann das Seelenkind nicht bestimmt werden, und man soll noch weiter suchen. Der Dalai Lama und der Panchen Erdeni haben bei der Bestimmung ihres Seelenkindes ebenfalls Elfenbeinlose mit dem Namen der Kandidaten in mandschurischer, chinesischer und tibetischer Schrift in die Goldene Urne zu legen, als ob sie Vater und Sohn wären. Dadurch will der Große Kaiser der Gelbmützen-Sekte zum Aufstieg verhelfen und Betrug und Schummelei durch die Religionsschützer verhindern. Die Goldene Urne wird vor der Statue Tsongkapas aufgestellt. Sie soll ständig gereinigt werden und man soll ihr regelmäßig Opfer darbringen.“

## Liste von durch Losziehung aus der Goldenen Urne bestimmten Meistern
Von der Zeit der Qing-Dynastie bis in die Zeit der Republik China wurden allein auf dem Gebiet Tibets aus neununddreißig Reinkarnationssystemen für „lebende Buddhas“ aus den drei Schulen Gelug, Kagyu und Nyingma mehr als siebzig Trülkus über das Verfahren der Losziehung aus der Goldenen Urne ermittelt. Nach Gründung der Volksrepublik China folgte die Zentralregierung diesem Ritual, am 29. November 1995 wurde der 11. Panchen Erdeni (* 1990) vor dem Shakyamuni-Bildnis des Jokhang-Klosters in Lhasa durch Losziehung aus der Goldenen Urne als das Seelenkind der Reinkarnation des 10. Panchen Erdini (1938–1989) ermittelt. Von Vertretern des Chinesischen Staatsrats wurden ihm als 11. Panchen Erdini im Kloster Trashilhünpo die vergoldete Ernennungsurkunde und das Goldsiegel verliehen.
Die folgende Liste ist eine unvollständige Auswahl:
| Titel                       | Name                                          | Lebenszeit     | sonstiges |
| --------------------------- | --------------------------------------------- | -------------- | --------- |
| 10. Dalai Lama              | Tshülthrim Gyatsho                            | 1816–1837      |           |
| 11. Dalai Lama              | Khedrub Gyatsho                               | 1838–1856      |           |
| 12. Dalai Lama              | Thrinle Gyatsho                               | 1856–1875      |           |
| 8. Panchen Erdeni           | Tenpe Wangchug                                | 1854/1855–1882 |           |
| 11. Panchen Erdeni          | Gyeltshen Norbu                               | 1990–          |           |
| 8. Pagbalha Hutugtu         | Lobsang Jigme Pelden Tenpe Nyima              | 1795–1847      |           |
| 9. Pagbalha Hutugtu         | Khedrub Ngawang Lobsang Jigme Tenpe Gyeltshen | 1849–1900      |           |
| 10. Pagbalha Hutugtu        | Lobsang Thubten Mipham Tshülthrim Gyeltshen   | 1901–1937      |           |
| 4. Tatsak Hutuktu           | Ngawang Lobsang Tenpe Gyeltshen               | 1811–1854      |           |
| 6. Tatsak Hutuktu           | Ngawang Thubten Kelsang Drönme                | 1888–1918      |           |
| 7. Dagyab Hutuktu           |                                               |                |           |
| 8. Dagyab Hutuktu           |                                               |                |           |
| 9. Dagyab Hutuktu           |                                               |                |           |
| 4. Riboche Phagchog Hutuktu |                                               |                |           |
| 5. Riboche Phagchog Hutuktu |                                               |                |           |
| 8. Demo Hutuktu             | (chin.) Awang Luobu Zangji Meijia Mucuo       | 1820–1855      |           |

### Chinesische Literatur
- Thuga (oder Tuga) 土呷 (Tibeter): "Changdu Qingdai de si da Hutuketu 昌都清代的四大呼图克图" (Die vier großen Kuutuktus der Qing-Dynastie in Qamdo), Zhongguo zangxue 中国藏学 (China Tibetology) 2001(4), S. 39–51 (web)
- Liao Zugui 廖祖桂, Li Yongchang 李永昌, Li Pengnian 李鹏年: "Qinding Zang nei shanhou zhangcheng ershi jiutiao" banben kaolüe 《钦定藏内善后章程二十九条》版本考略. Beijing: Zhongguo Zangxue chubanshe, 2006 ("Xizang tongshi" zhuanti yanjiu congkan 《西藏通史》专题研究丛刊); Nr. 4; ISBN 7-80057-680-9
- Qingchao zhi Zang xingzheng fagui, Wuzhou chuanbu chubanshe
- Ya Hanzhang 牙含章: Dalai lama zhuan 达赖喇嘛传. Beijing: Renmin chubanshe 1984

### Nachschlagewerke
- Cihai („Meer der Wörter“), Shanghai cishu chubanshe, Shanghai 2002, ISBN 7-5326-0839-5

### Chinesische Weblinks
- Ni zhidao shenme shi jinping chejian? (Foto mit den Elfenbeinlosen), Jinping cheqian (PDF) zhu Zang dachen yu Ershijiu tiao Qinding shan nei zhangcheng, Jinping zhijin zhidu de youlai, Jinpin qiancha, Jinping cheqian zhidu